# Dieulouard
Dieulouard je francouzská obec v departementu Meurthe-et-Moselle v regionu Grand Est. V roce 2011 zde žilo 4 548 obyvatel. Je centrem kantonu Entre Seille et Meurthe.

## Vývoj počtu obyvatel
Počet obyvatel 